# Mainichi Broadcasting System
Mainichi Broadcasting System (株式会社毎日放送 Kabushiki-gaisha Mainichi Hōsō), anomenada també Mainichi TV i abreujada com a MBS és una cadena de ràdio i televisió amb seu a Osaka i que emiteix per a tota la regió de Kansai. MBS està afiliada a la xarxa nacional de Tokyo Broadcasting System.